# 皮爾斯縣 (喬治亞州)
皮爾斯縣（英語：Pierce County）是美國喬治亞州東南部的一個縣。面積891平方公里。根據美國2000年人口普查，共有人口15,636人，2005年人口17,119人。縣治布萊克希爾（Blackshear）。
成立於1857年12月18日。縣名紀念第十四任總統福蘭克林·皮爾斯（Franklin Pierce）。